# Stylocheiron suhmi
Stylocheiron suhmi är en kräftdjursart som beskrevs av Georg Ossian Sars 1883. Stylocheiron suhmi ingår i släktet Stylocheiron och familjen lysräkor. Inga underarter finns listade i Catalogue of Life.